# Ten 13
| Recensione | Giudizio |
| ---------- | -------- |
| AllMusic   | [ 1 ]    |

Ten 13 è il secondo album di Sammy Hagar e del gruppo Waboritas, uscito nel 2000 per l'Etichetta discografica Cabo Wabo Music-BMG.

## Tracce
1. Sammy Hagar – Shaka Doobie (The Limit) – 3:19
2. Hagar – Let Sally Drive – 4:39
3. Hagar – Serious Juju – 3:50
4. Jesse Harms – The Message – 4:33
5. Hagar, Larry Dvoskin – Deeper Kinda Love – 4:19
6. Hagar, James Michael – Little Bit More – 3:37
7. Hagar – Ten 13 – 4:35
8. Hagar – Protection – 4:44
9. Hagar – 3 in the Middle – 3:46
10. Hagar – The Real Deal – 3:11
11. Hagar – Tropic of Capricorn – 7:00

## Formazione
- Sammy Hagar - voce, chitarra
- Jesse Harms - tastiera
- Victore Johnson - chitarra
- David Lauser - batteria
- Mona Gnader - basso